# Paul Janssen
Paul Adriaan Jan, Baron Janssen (12 de septiembre de 1926, Turnhout – 11 de noviembre de 2003, Roma) fue un médico e investigador belga. Fue fundador de Janssen Pharmaceutica, una empresa farmacéutica con más de 20.000 empleados.

## Biografía
Paul Janssen era hijo de Constant Janssen y de Margriet Fleerackers. El 16 de abril de 1957, se casó con Dora Arts.
Asistió a la escuela media, en el Colegio Jesuita St Jozef, en Turnhout, después de lo cual decidió seguir los pasos de su padre y convertirse en médico. Durante la Segunda Guerra Mundial, Janssen estudió física, biología y química en la Facultad universitaria de Notre-Dame de la Paix (FUNDP) en Namur. Luego estudió medicina en la Universidad Católica de Lovaina, y en la Universidad de Gante. Janssen se graduó en medicina por la Universidad de Gante en 1951.

### Carrera
Durante su servicio militar, trabajó en el Instituto de Farmacología de J. Schuller, de la Universidad de Colonia, en Alemania, donde trabajaría hasta 1952. Tras su retorno a Bélgica, trabajó a tiempo parcial en el Instituto de Farmacología y Terapéutica (Universidad de Gante) del profesor Corneille Heymans, quien ganó el Premio Nobel de medicina en 1938. Janssen fundó su propio laboratorio de investigación en 1953, con un préstamo de 50.000 francos belgas, de su padre. En 1953, descubrió su primer fármaco, la ambucetamida, un antiespasmódico, encontrándose que era particularmente efectivo para el alivio de dolores menstruales.

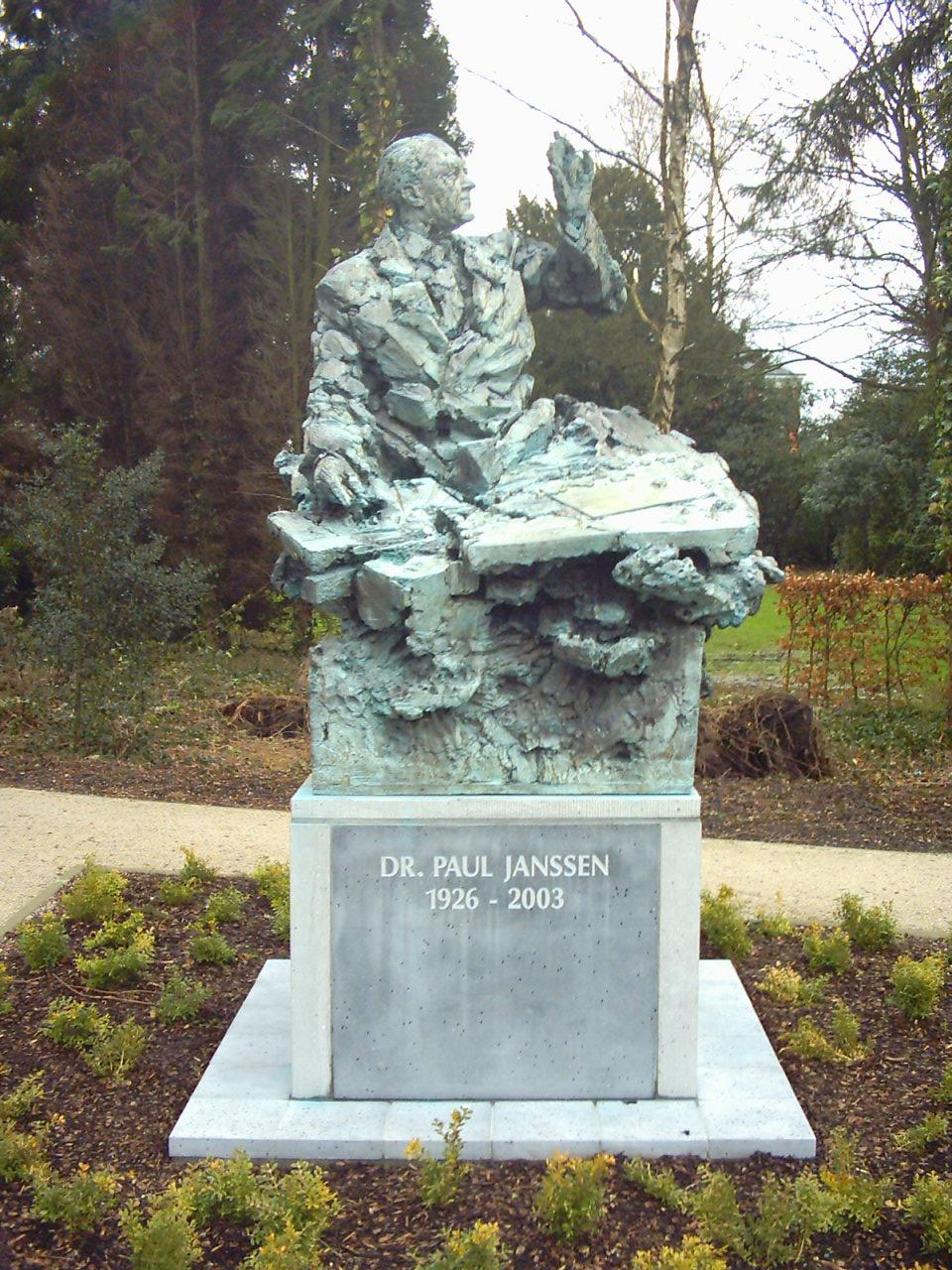
Estatua de Dr. Paul Janssen en Beerse, Bélgica

En 1956, Janssen recibió su certificado de enseñanza, en educación superior en farmacología (la habilitación y el oficial pro venia legendi (del latín, permiso de profesorado) con la defensa de su tesis sobre Componentes del tipo R 79. Luego abandonó la universidad; y, en 1956 estableció la empresa que se convertiría en Janssen Pharmaceutica. El 11 de febrero de 1958, sintetizó el haloperidol, un gran avance en el tratamiento de la esquizofrenia y otros síndromes psiquiátricos. Paul Janssen y su equipo desarrollaron la familia de medicamentos fentanilo y muchos otros medicamentos relacionados con la anestesia, como la familia de fármacos droperidol y etomidato, haciendo una contribución significativa a la anestesiología.
Uno de los fármacos que desarrolló para el tratamiento de la diarrea, el difenoxilato (Lomotil), fue usado durante el programa Apolo. En 1985, su compañía fue la primera empresa farmacéutica occidental en establecer una fábrica farmacéutica en la República Popular de China: (Xi'an). En 1995, fundó el Centro de Diseño Molecular, junto con Paul Lewi, donde él y su equipo usaron una supercomputadora para buscar moléculas candidatas, en encontrar un tratamiento para el SIDA.
Janssen y los científicos en Janssen Pharmaceutica descubrieron más de 80 nuevos medicamentos. Cuatro de sus medicamentos están en la lista de la OMS de medicamentos esenciales; y es un récord mundial. La mayoría de los medicamentos que él y sus equipos desarrollaron fueron para medicina humana y están siendo utilizados para tratar infestaciones por hongos y gusanos, enfermedades mentales, cardiovasculares, alergias, y gastrointestinales.

### Fallecimiento
Paul Janssen falleció en Roma, Italia, en 2003, mientras asistía a la celebración del 400.º aniversario de la fundación de la Pontificia Academia de las Ciencias, de la que había sido miembro desde 1990. Le sobrevivieron su viuda, Dora Arts Janssen, dos hijos, tres hijas y 13 nietos.

## Encuestas de popularidad
- En 2005 terminó como subcampeón, después del Padre Damián, en la encuesta para El Máximo Belga organizada por la TV regional Flemish flamenca.[13]

- El 22 de octubre de 2008, Paul Janssen fue galardonado con el título de Más Importante Científico Belga, una iniciativa de la revista Eos.[14]

## Otras lecturas
- Lewi, Paul J., Successful Pharmaceutical Discovery: Paul Janssen's Concept of Drug Research, R&D Management, v. 37, punto 4, p. 355–362, septiembre de 2007.

- van Gestel S, Schuermans V, Thirty-three years of drug discovery and research with Dr. Paul Janssen, Drug Development Research, v. 8, Issue 1–4, pp. 1–13.

- Geerdt Magiels; Joos Horsten (2004). Paul Janssen: pionier in farma en in China. Houtekiet. ISBN 9789052408279.

- Diseño de drogas con el Dr. Paul Janssen

- En memoria de Dr. Paul Janssen

- Rory Watson, Paul Janssen, BMJ 2003;327;1290

- 1996 Premio Australia.